# Don Lincoln
Donald (Don) Lincoln (né en 1964) est un physicien et communicateur scientifique américain, auteur et animateur de la chaîne YouTube Fermilab. Il fait des recherches en physique des particules au Fermilab et est un professeur associé en physique à l'université Notre-Dame-du-Lac.
Co-auteur de centaines de publications de recherches, il a participé à la découverte du boson de Higgs en 2012.

## Biographie
Lincoln obtient un Ph.D. en physique expérimentale à l'université Rice en 1994. L'année suivante, il co-découvre le quark top.

## Publications
Lincoln a publié de nombreux articles scientifiques ainsi dans des revues spécialisées ainsi que dans des magazines tels Analog Science Fiction and Fact, Scientific American et The Physics Teacher (en),. Il est également l'auteur de plusieurs livres de vulgarisation sur la physique des particules tels Understanding the Universe: From Quarks to the Cosmos (Revised edition) (2012), The Quantum Frontier: The Large Hadron Collider(2009) et The Large Hadron Collider: The Extraordinary Story of the Higgs Boson and Other Things That Will Blow Your Mind (2014).
En 2013, il publie Alien Universe: Extraterrestrials in our Minds and in the Cosmos, qui aborde le sujet de la vie extraterrestre.

## Distinctions
- Prix pour la promotion des sciences (outreach prize) de l'European Physical Society en 2013.
- Prix Andrew Gemant (en) pour la communication scientifique de l'American Institute of Physics en 2017[12].
- Fellow de l'American Physical Society.
- Fellow de l'American Association for the Advancement of Science.